# Malchaz Muziaszwili
Malchaz Muziaszwili (gruz. მალხაზ მუზიაშვილი; ur. 10 maja 1985) – gruziński zapaśnik walczący w stylu wolnym. Brązowy medalista mistrzostw Europy w 2009 roku.